# Yasser Seirawan

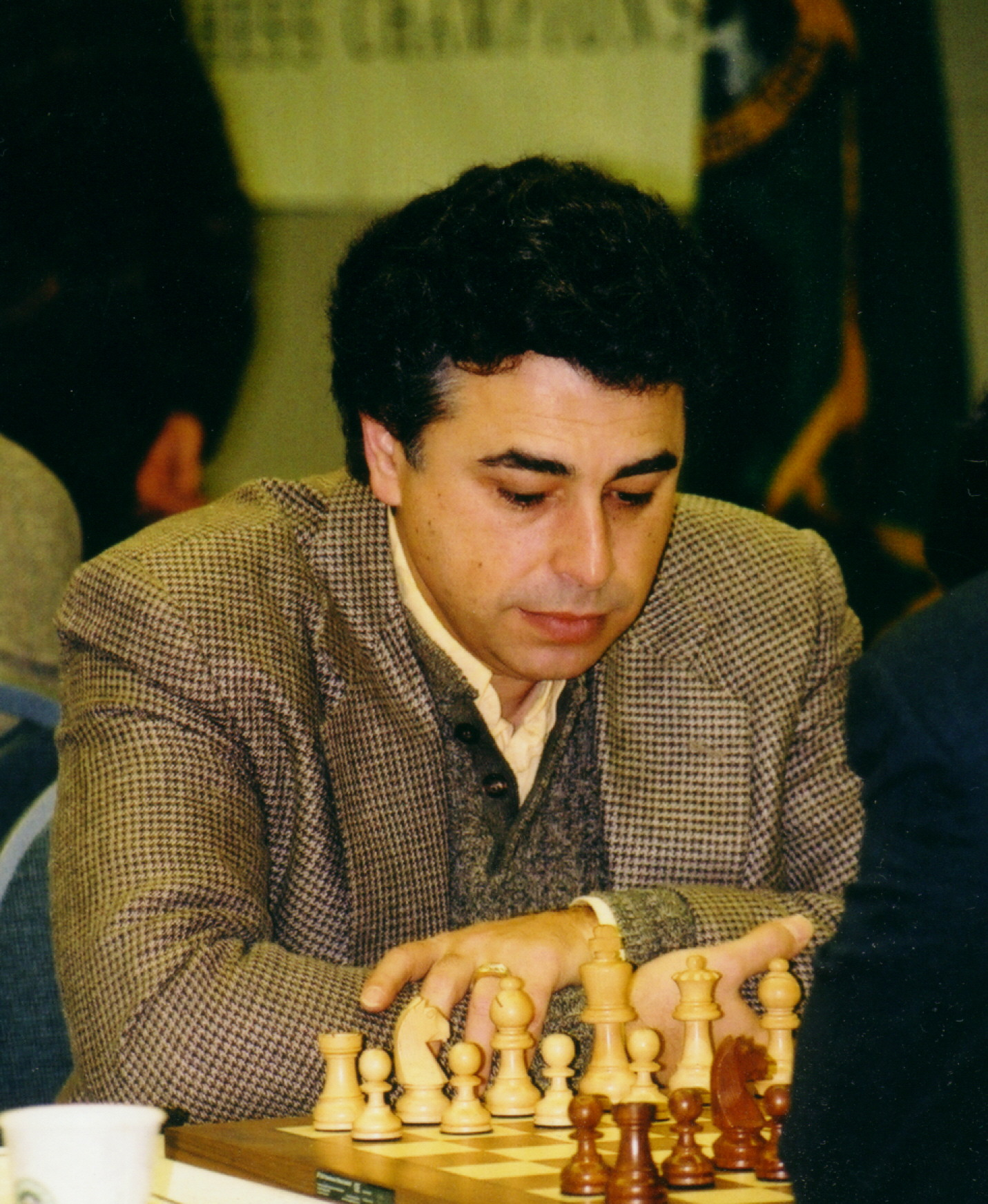
Yasser Seirawan (2003)

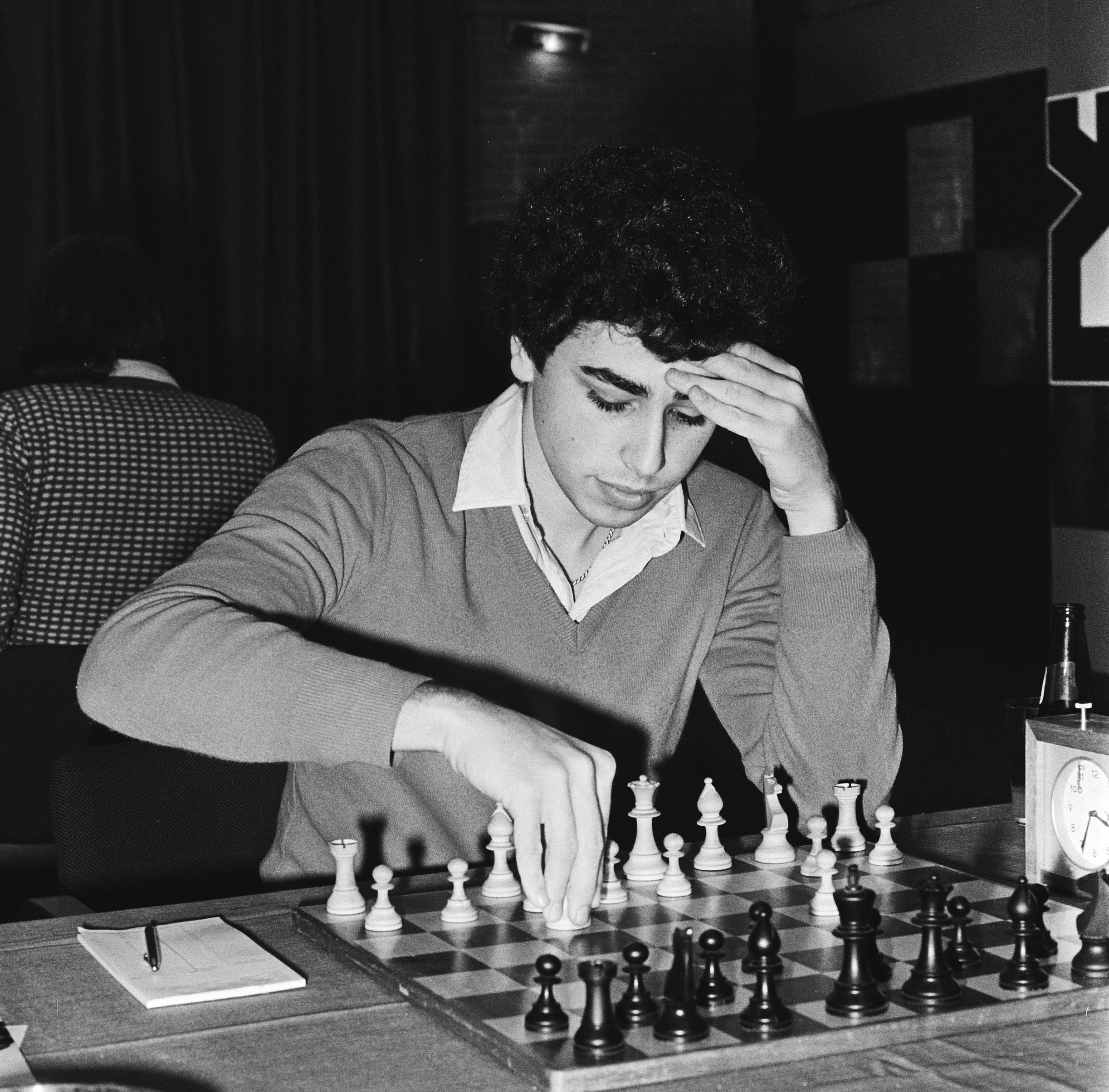
Seirawan, Hoogovenstoernooi 1980

Yasser Seirawan (Damascus, 24 maart 1960) is een Amerikaanse schaker en, sinds 1980, grootmeester (GM). Hij was wereldkampioen bij de jeugd en vier keer kampioen van de Verenigde Staten. Ook is hij schaakauteur en commentator. 

## Biografie en loopbaan
Seirawan werd geboren in Damascus (Syrië). Zijn vader was een Syriër en zijn moeder een Engelse verpleegster uit Nottingham, waar Seirawan een deel van zijn kindertijd doorbracht. Toen hij 7 jaar oud was, emigreerde het gezin naar Seattle, in de Verenigde Staten, waar hij de  Queen Anne Elementary School bezocht, gevolgd door de Meany Middle School, en Garfield High School.  
Seirawan begon op 12-jarige leeftijd met schaken. Toen hij 13 was werd hij jeugdkampioen van Washington. Hij kon zijn schaakvaardigheden verder aanscherpen in een, later buiten gebruik geraakt, koffiehuis, de Last Exit on Brooklyn. Hier schaakte hij onder meer tegen de in Letland geboren meester Viktors Pupols en tegen zesvoudig kampioen van de staat Washington James Harley McCormick.
Toen hij 19 was, in 1979, won hij het wereldkampioenschap voor junioren. Hij won ook een partij tegen Viktor Kortsjnoj, die twee jaar daarvoor nipt een match om het wereldkampioenschap verloren had. Viktor was onder de indruk en nodigde Seirawan uit naar Zwitserland  te komen, waar Kortsjnoj in training was voor zijn in 1981 te houden match om de wereldtitel tegen Anatoli Karpov.
In 1980 werd hij FIDE  grootmeester. Seirawan kwalificeerde zich voor het kandidatentoernooi van 1985 in Montpellier, dat werd gewonnen door Artur Joesoepov (9 pt.) en waarin Seirawan gedeeld 10e werd met 7 pt. uit 15. In 1986 was hij kampioen van de Verenigde Staten en een jaar later eindigde hij op de tweede plaats in dat kampioenschap, samen met Jaan Ehlvest. Hij kwalificeerde zich voor het kandidatentoernooien van 1988-1990, een knock-outtoernooi waarin hij in ronde 1 werd uitgeschakeld door Jon Speelman. In 1990 versloeg hij Jan Timman in een door de KRO gesponsorde match, met de score +3-1=2. In 1999 speelde hij een match over 10 partijen tegen Michael Adams in Bermuda, die met +2–2=6 eindigde in gelijkspel (5 - 5).
In 2001 kwam Seirawan met het plan "Fresh Start" om de schaakwereld te herenigen. Rond die tijd waren er twee wereldkampioenen: de FIDE-kampioen Roeslan Ponomarjov, en de 'klassieke kampioen'  Vladimir Kramnik. Het plan riep op tot een match tussen Ponomarjov en Garri Kasparov (de nummer 1 van de wereld), en een andere match tussen Kramnik en de winnaar van het Einstein toernooi (2002) in Dortmund; deze winnaar bleek Péter Lékó te zijn. De winnaars van deze matches zouden vervolgens tegen elkaar spelen, waaruit een onomstreden wereldkampioen tevoren zou komen. Het plan werd door alle relevante partijen ondertekend op 6 mei 2002, het "Pact van Praag". De Kramnik-Leko match vond plaats en eindigde in gelijkspel, waardoor Kramnik zijn titel behield; de match Kasparov-Ponomariov in 2003 werd afgelast, en dit plan werd twijfelachtig toen Kasparov in 2005 stopte met de actieve schaaksport. Uiteindelijk werd de wereldtitel tot eenheid gebracht bij de match om het Wereldkampioenschap schaken 2006 tussen Kramnik en Topalov.
In 2003 waren er geruchten dat Seirawan met schaken zou stoppen. Op 5 februari 2005 werd hij in Dordrecht met 24,5 punt tweede in het met 200 deelnemers gespeelde Nederlandse snelschaak-kampioenschap, boven Daniël Fridman, die met 24 punten op de derde plaats eindigde; de winnaar was Vladimir Baklan met 25,5 punt. Op 1 oktober 2005 eindigde hij in Vlaardingen bij het toernooi om het open NK Rapidschaak als 4e met 6,5 uit 9. 
In de FIDE-lijst van juli 2007, had Seirawan als Elo-rating 2634, waarmee hij behoorde tot de Top 100 van de wereld, en in de VS de nummer vier was (na Hikaru Nakamura, Gata Kamsky en Alexander Onischuk). 
In mei 2011 keerde Seirawan na een periode van afzijdigheid weer terug tot het competitieve schaken, spelend voor het team van de VS voor de wereldkampioenschappen schaken voor landenteams, in China, waar hij zilver won aan het eerste reservebord. Hij won van de top-GMs Judit Polgar en Shakhriyar Mamedyarov. Hij verloor slechts één partij.  
Seirawan won in 2011 en 2012 het Nederlands Open blitzkampioenschap.
In 2014 werd Seirawan tweede op het door Dimitri Reinderman gewonnen NK Fischer Random Chess.
Gedurende twaalf jaar was hij de hoofdredacteur van het Inside Chess magazine, dat later werd verkocht aan de website ChessCafe.com. 
Seirawan geeft bij belangrijke schaakgebeurtenissen expert-commentaar via live broadcasts over het internet. Door schaakhistoricus Edward Winter wordt hij gezien als behorend tot de Top-5 van internet broadcasters. In 2019 sloot hij zich aan bij de Chessbrahs en verzorgde het commentaar bij de World Cup 2019.  
Hij geeft schaaklessen aan beginnende en ervaren spelers met behulp van "Pro Chess" the Video Chess Mentor, een dvd geschikt voor de pc, PlayStation 2 en de Xbox. 
Seirawan is getrouwd met de Nederlandse schaakster Yvette Nagel, dochter van de politicus Jan Nagel.

## Partij
In 2002 speelde Seirawan met zwart tegen Xie Jun in de schaakopening Frans, Eco-code C 10:

1.e4 e6 2.d4 d5 3.Pd2 d×e4 4.P×e4 Ld7 5.Pf3 Lc6 6.Ld3 Pd7 7.0-0 Le7 8.b3 Pgf6 9.Pg3 0-0 10.Lb2 b6 11.c4 Lb7 12.De2 c5 13.Tad1 Te8 14.d×c5 b×c5 15.Pe5 g6 16.Le4 Dc8 17.L×b7 D×b7 18.Tfe1 Pf8 19.Pg4 P×g4 20.D×g4 Tad8 21.Ph5 T×d1 22.T×d1 Td8 23.Pf6† L×f6 24.L×f6 De4 (0-1) diagram

## Schaakvariant
In 2007 onthulde Seirawan een schaakvariant die hij had ontwikkeld samen met Bruce Harper, genaamd Seirawan chess of SHARPER chess. SHARPER chess introduceert twee extra stukken, een "havik" en een "olifant" (combinaties van toren en paard resp. van loper en paard). De beginstelling is die van het normale schaken. Zodra een speler een stuk verplaatst vanuit de startpositie, mag een van de extra stukken direct worden geplaatst op het nu vrijgekomen veld. Pionnen mogen bij promotie worden vervangen door een standaardstuk, maar ook door een havik of een olifant. De eerste gelegenheid waarop de variant werd toegepast was een simultaanwedstrijd van Seirawan aan 12 borden, gehouden op 31 maart 2007, in Vancouver (Canada). 

## Boeken
Seirawan schreef diverse boeken. 
De "Winning Chess" reeks schreef hij samen met Internationaal Meester (IM) Jeremy Silman):
- Play Winning Chess - Introductie tot het schaken en enkele strategieën
- Winning Chess Tactics - Introductie tot taktiek, met puzzels
- Winning Chess Strategies - Het benutten van kleine voordelen en het verkrijgen ervan
- Winning Chess Openings - Korte beschrijving van de populairste openingen, en strategieën in de opening
- Winning Chess Endings - Introductie tot het eindspel
- Winning Chess Brilliancies - Opmerkelijke partijen, met analyses
- Winning Chess Combinations - Het herkennen van combinatie-patronen, een opvolger van het boek Winning Chess Tactics

Overig: 
- Five Crowns: Kasparov-Karpov World Chess Championship 1990 New York - Lyon (met Johathan Tisdall) - 1991 ISBN 978-1879479029
- Take My Rooks (met Nikolay Minev) - 1991 ISBN 978-1879479012
- No Regrets • Fischer–Spassky 1992 (met George Stefanovic) - 1992 ISBN 1-879479-09-5
- Chess on the Edge (met Bruce Harper) - verzamelde partijen van de Amerikaans-Canadese GM Duncan Suttles, 2008
- Chess Duels: My Games with the World Champions - 2010 ISBN 978-1857445879